# كلينتون د. بويد
كلينتون د. بويد (بالإنجليزية: Clinton D. Boyd)‏ هو محامي وقاضي أمريكي، ولد في 26 سبتمبر 1884، وتوفي في 1950 بسبب حادث مرور.